# 212.ª Divisão de Infantaria (Alemanha)
A 212ª Divisão de Infantaria (em alemão:212. Infanterie-Division) foi uma unidade militar que serviu no Exército alemão durante a Segunda Guerra Mundial.

## Comandantes
| Comandante                            | Data                                          |
| ------------------------------------- | --------------------------------------------- |
| Generalmajor Walter Friedrichs        | ? de agosto de 1939 - 15 de setembro de 1939  |
| General der Artillerie Theodor Endres | 15 de setembro de 1939 - 1 de outubro de 1942 |
| Generalleutnant Hellmuth Reymann      | 1 de outubro de 1942 - 1 de outubro de 1943   |
| Generalmajor Dr. Karl Koske           | 1 de outubro de 1943 - 1 de maio de 1944      |
| Generalleutnant Franz Sensfuß         | 1 de maio de 1944 - 15 de setembro de 1944    |

## Oficiais de operações
| Oberstleutnant Heinz von Gyldenfeldt | 1939-abril de 1940                |
| Hauptmann Hoefs                      | 1940-1940                         |
| Hauptmann Reichel                    | 1941-setembro de 1941             |
| Major Hermann Lassen                 | 1942-março de 1943                |
| Oberstleutnant Horst Ogilvie         | de março de 1943-setembro de 1944 |
| Major Adolf Wicht                    | setembro de 1944                  |

## Área de operações
| Frente Ocidental              | setembro de 1939 - maio de 1940     |
| França                        | maio de 1940 - novembro de 1941     |
| Frente Ocidental, setor norte | novembro de 1941 - setembro de 1944 |